# Воробьёв, Александр Васильевич (депутат Государственной думы)
Воробьёв Александр Васильевич (род. 27 мая 1954, с. Тетюши, Мордовская АССР) — российский государственный и общественный деятель, депутат Государственной Думы VII созыва. Член фракции «Единая Россия». С 1995 по 2016 год неоднократно избирался в Госсобрание Республики Мордовия, депутат I, II, III, IV и V созывов, все созывы был депутатом на непостоянной основе.

## Биография
В 1976 году окончил Саранский электромеханический техникум, в 1983 году — заочно учился в Мордовском государственном университете им. Н. П. Огарева, окончил факультет механизации сельского хозяйства.
С 1976 по 1989 год работал слесарем-ремонтником по ремонту сложно-бытовой техники Атяшевского филиала Мордовского объединения «Мордовбыттехника», работал механиком райбыткомбината, инспектором «Госсельтехнадзора» Атяшевского управления сельского хозяйства, работал заместителем управляющего по техобслуживанию МТП районного объединения «Сельхозтехника».
С 1983 по 1989 год работал председателем Атяшевского районного объединения «Агропромхимия». С 1989 по 1992 год работал председателем исполкома Атяшевского райсовета народных депутатов. С 1992 по 1996 год — работал главой администрации Атяшевского района.
С 1996 по 2000 год — генеральный директор фонда поддержки сельского жилищного строительства, газификации и технического перевооружения села. С 2000 по 2014 год работал генеральным директором ГУП Республики Мордовия «Развитие села». С 2014 по 2016 год — директор обособленного подразделения (филиал) компании по производству фосфорсодержащих удобрений ООО «ФосАгро-Волга».
18 сентября 2016 года был избран депутатом Государственной думы Федерального Собрания РФ VII созыва в составе федерального списка кандидатов партии «Единая Россия».

## Законотворческая деятельность
С 2016 по 2019 год, в течение исполнения полномочий депутата Государственной Думы VII созыва, выступил соавтором 11 законодательных инициатив и поправок к проектам федеральных законов.

## Награды
- Почетный работник агропромышленного комплекса России[2]
- Заслуженный работник сельского хозяйства Мордовской ССР[2]
- Орден Славы II степени Республики Мордовия[2]
- Орден Славы III степени Республики Мордовия[2]